# Joey Cheek

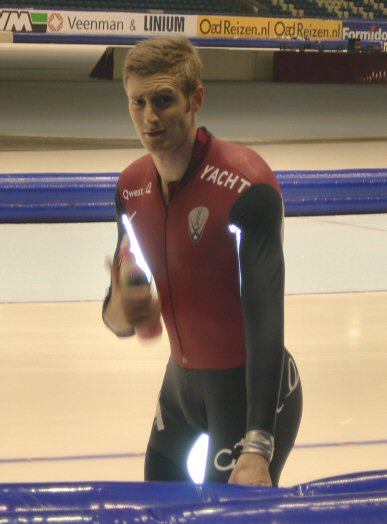
Joey Cheek bei der Sprint-WM 2006

Joseph William ("Joey") Cheek (* 22. Juni 1979 in Greensboro, North Carolina) ist ein ehemaliger US-amerikanischer Eisschnellläufer.
Bei den Olympischen Winterspielen 2006 in Turin gewann er die Goldmedaille über 500 Meter und die Silbermedaille über 1000 Meter. Vier Jahre zuvor konnte er bei den Winterspielen im eigenen Land bereits Bronze über 1000 Meter erringen.
Cheek wechselte im Alter von 15 Jahren als erfolgreicher Inline-Skater auf das Eis und nahm dreimal an Juniorenweltmeisterschaften teil (1996 / 1997 / 1998). Von 1999 bis 2006 lebte er in Park-City in Utah, wo er zusammen mit dem amerikanischen Team trainierte.
Anerkennung erhielt Cheek auch durch sein wohltätiges Verhalten nach dem Gewinn der Goldmedaille in Turin, als er seine Siegprämien den Olympischen Spielen der Johan-Olav-Koss Stiftung "Right To Play" spendete. In der Folge tat es ihm eine Vielzahl von Sportlern gleich, sodass über 300.000 Dollar an Spendengeldern zusammenkamen.
Cheek beendete seine Karriere im Jahr 2006.
Aufgrund seines Engagements im Team Darfur wurde Cheek die bereits erteilte Einreisegenehmigung für den Besuch der Olympischen Sommerspiele 2008 in Peking wieder entzogen.